# Enicoptera gressitti
Enicoptera gressitti är en tvåvingeart som beskrevs av Hardy 1988. Enicoptera gressitti ingår i släktet Enicoptera och familjen borrflugor. Inga underarter finns listade i Catalogue of Life.